# Папаегоров, Егор Дмитриевич
Папаегоров Егор Дмитриевич (1776 — 4 (16) декабря 1852) — вице-адмирал, георгиевский кавалер.

## Биография
Родился в 1776 году. С 1787 по 1790 год проходил обучение в Херсонском кадетском корпусе, из которого был выпущен гардемарином.
С 1790 по 1798 год проходил службу на Чёрном море, после чего на корабле «Святой Михаил» отправился в Корфу и до 1800 года крейсировал в Средиземном и Адриатическом морях.
В следующем году он принимал участие в описи лесов Крыма, а в 1802 году на корабле «Святая Мария Mагдалина» вновь вышел в плавание в Чёрное море. В 1804-1810 годах на фрегатах «Спешный» и «Крепкий», кораблях «Азия», «Параскева» и «Св. Михаил» крейсировал в Средиземном море и находился на коринфском рейде. 1 марта 1810 года произведен в капитан-лейтенанты. В 1811 году «за беспорочную выслугу восемнадцати шестимесячных морских кампаний» награжден орденом Св. Георгия IV степени. В кампанию 1811 года находился при проводке корабля «Двенадцать Апостолов» от Херсона к Севастополю. В кампанию 1812 года на том же корабле находился на севастопольском рейде. В 1813-1814 годах командовал транспортом «Прут». В кампанию 1817 года на корабле «Красный» крейсировал в Чёрном море. В 1818-1822 годах командовал 32-пуш. фрегатом «Спешный». 22 марта 1823 года произведен в капитаны 2-го ранга. В 1823-1824 годах находился при Херсонском порте. В 1824-1825 годах командовал 44-пуш. фрегатом «Штандарт». В 1825-1827 годах командовал 32-м флот. экипажем в Севастополе. 6 декабря 1827 года произведен в капитаны 1-го ранга.
В 1828 году, командуя кораблем «Иоанн Златоуст», принимал участие в сражениях под крепостью Анапа и в осаде Варны, где за уничтожение турецких береговых батарей был удостоен особого монаршего благоволения и награждён орденом Святой Анны 2-й степени, а также двухгодовым окладом жалованья. В 1829 году «за беспорочную выслугу 35 лет в офицерских чинах» награжден орденом Св. Владимира IV степени.
В 1830 году был произведён в контр-адмиралы и назначен командиром 2-й бригады 4-й флотской дивизии. 26 ноября 1847 года произведён в вице-адмиралы.
Скончался в Одессе 4 (16) декабря 1852 года.